# Gege Akutami
芥見 下々
Œuvres principales
- Jujutsu Kaisen

Autres ouvrages : Kamishiro Sousa, No.9 .
Gege Akutami (芥見 下々, Akutami Gege), né le 26 février 1992 dans la préfecture d'Iwate (Japon), est un mangaka japonais, principalement connu depuis 2018 comme l'auteur de Jujutsu Kaisen. Gege Akutami est un nom de plume, son identité réelle étant inconnue.

## Biographie
Originaire de la préfecture d'Iwate, Gege Akutami emménage à Sendai au CM2. Au collège, il se passionne pour les séries du Jump. Fan de Yoshihiro Togashi, sa fascination se concentre autour des intrigues et personnages ambigus de Yū Yū Hakusho et de Level E.
Avant de devenir un mangaka professionnel, il a étudié les sciences sociales à l'université de Fukuoka. Gege Akutami fait ses premiers pas en assistant Yasuhiro Kano et y apprend toutes les étapes de réalisation d’un manuscrit.
En 2015, Akutami remporte le prix du 10e concours annuel Jump Treasure Newcomer Manga Awards, organisé par Weekly Shonen Jump, pour son one-shot Tongari Booshi no Atorie (L'atelier du chapeau pointu)[réf. nécessaire]. Ce one-shot a été publié dans le numéro 14 du Weekly Shōnen Jump de 2017.
Son œuvre majeure, Jujutsu Kaisen, débute dans le Weekly Shōnen Jump de Shūeisha le 5 mars 2018,. La série connait plusieurs pauses du fait de l'état de santé d'Akutami, en février 2021 et juin 2021. Il a rapidement gagné en popularité et a été adapté en une série animée en 2020, diffusée par le studio d'animation MAPPA.
Le 24 janvier 2021, l'artiste fait sa première apparition publique pour le Grand Prix 2020 Mandô Kobayashi Manga. Son identité reste cependant inconnue, car pour garder le mystère, il portait un cosplay de Mechamaru (un personnage de son manga).

## Œuvres
- 2014 : Kamishiro Sousa (神代捜査?) - One-shot publié dans le Shōnen Jump NEXT!
- 2015 : No.9 - One-shot publié dans le Shōnen Jump NEXT!
- 2015 : No.9 - One-shot publié dans le Weekly Shōnen Jump
- 2016 : Nikai Bongai Barabarujura (二界梵骸バラバルジュラ?) - One-shot publié dans le Weekly Shōnen Jump
- 2017–2018 : Tōkyō Toritsu Jujutsu Kōtō Senmon Gakkō (呪術廻戦 0 東京都立呪術高等専門学校?) - Sérialisée dans le Jump GIGA
- 2018-2024 : Jujutsu Kaisen (呪術廻戦?) - Sérialisée dans le Weekly Shōnen Jump

## Récompenses
En 2016, son one-shot Nikai Bongai Barabarujura est nommé pour la 11e Weekly Shōnen Jump's Gold Future Cup. En 2019, son manga Jujutsu Kaisen est nommé pour le 65ème Prix Shōgakukan dans la catégorie shōnen. En 2021, Jujutsu Kaisen est nommé pour le 25ème Prix culturel Osamu Tezuka.